# 埃亚
埃亚，是西班牙巴斯克自治区比斯开省的一个市镇。总面积14平方公里，总人口810人（2001年），人口密度58人/平方公里。